# شعب ومجلس شيوخ روما
شعب ومجلس شيوخ روما (باللاتينية: Senātus Populusque Rōmānus) هي عبارة لاتينية كانت تستعمل للحديث عن شعب وحكومة الجمهورية الرومانية، وكانت أشبه بشعارٍ رسمي للبلديات (أو الكومونا) في روما القديمة. تظهر هذه العبارة على النقود المعدنية، والوثائق والنقوش التي أعلنت الأخبار على شعب روما، وفي شروحات المعالم التذكارية، وكانت مذكورةً كذلك في مبادئ الفيالق الرومانية. تتكرَّر هذه العبارة مئات المرات في الأدب السياسي والقانوني والتاريخي بروما القديمة، بما في ذلك خطب شيشرون وكتابات تيتوس ليفيوس.

## التاريخ
ليس من المعروف متى بدأ بالتحديد استعمال هذا الاصطلاح، لكنه ظهر للمرَّة الأولى في الأيام المتأخرة للجمهورية الرومانية، ويمكن توثيق استعماله بدءاً عام 80 ق م فصاعداً. في الأصل، كان الاسم الرسمي للدولة الرومانية - كما يمكن الاستدلال من سك النقود والوثائق - هو ROMA، لكنه أصبح منذ العهد المتأخر للجمهورية SPQR اختصاراً لـ«شعب ومجلس شيوخ روما» باللاتينية. استعمل هذا المصطلح للمرة الأخيرة بشكل رسمي على نقود عصر قسطنطين الأول (312 - 337م)، وهو أول إمبراطور روماني اعتنقَ المسيحيَّة.
في القانون الروماني، كانت تعتبر مؤسسة شعب ومجلس شيوخ روما صاحبة سيادة عندما تكون مجتمعة، أما عند فصله، فإن «شعب روما» يحتفظ بسيادته، إلا أنَّ مجلس الشيوخ - الذي يستمد شرعيَّته من الشعب - يفقدها. في عهد المملكة الرومانية، لم يكن لا الشعب ولا مجلس الشيوخ ذا سيادة، لأن السلطة كلها كانت في يد الملك. بالتالي، يمكن افتراض أن هذا الاصطلاح لم يظهر قبل قيام الجمهورية الرومانية على الأقل.
كانت تستعمل هذه العبارة كتوقيعٍ للوثائق والإعلانات الرسمية في عهد الإمبراطورية الرومانية. كان يعتبر الإمبراطور نفسه ممثلاً عن الشعب، وذلك سبب استعماله لهذا التوقيع، رغم أنه وفي الواقع، لم يكن مجلس الشيوخ منتخباً، إنما كان تابعاً تماماً لإمبراطور روما.